# Wolfram von Rotenhan
Wolfram von Rotenhan (* 20. April 1845 in Eyrichshof bei Bamberg oder Ansbach; † 2. Juni 1912 in Berlin) war ein deutscher Diplomat.

## Familie
Freiherr Wolfram von Rotenhan stammte aus dem fränkischen Uradelsgeschlecht der Rotenhan. Er war das fünfte von sechs Kindern aus der Ehe von Julius Hermann Ernst von Rotenhan und Justine de Gentils de Langalerie. Die Mutter Justine war Tochter der Sofie Baillif de Végue und des Charles de Gentils  Marquis de Langalerie.

## Leben
Wolfram studierte Rechtswissenschaft und wurde 1871 kaiserlicher Kreisassessor in Hagenau im damaligen Reichsland Elsaß-Lothringen und später Regierungsassessor in Straßburg. Danach trat er in den diplomatischen Dienst des Reiches über und wurde Legationssekretär zunächst in Bukarest und dann bei der preußischen Gesandtschaft beim päpstlichen Stuhl, 1884/1885 Erster Botschaftsrat in Paris und 1886 preuß. Gesandter in Argentinien. 1890 bis 1897 war er in Nachfolge des Grafen Berchem Unterstaatssekretär im Auswärtigen Amt des Deutschen Reiches. Von 1896 bis 1897 war er zudem preuß. Gesandter in der Schweiz und von 1897 bis 1908 preuß. Gesandter beim Heiligen Stuhl. Von 1909 bis 1911 war er deutscher Ministerresident in Tanger.
Wolfram von Rotenhan war ledig. Er wurde 1878 Ehrenritter des Johanniterordens und gehörte dort keiner Provinzialgenossenschaft an, sondern direkt der Balley Brandenburg. Zum Rechtsritter geschlagen wurde er 1892 in Sonnenburg gemeinsam mit den Generalmajoren August von Schmeling und Wilhelm von Flotow, Generalmajor Julius Brunsig Edler von Brun, dem Diplomaten Carl Graf von der Goltz und dem Oberstkämmerer Fürst Friedrich II. zu Solms-Baruth.